# 向洋町西
向洋町西（こうようちょうにし）は、神戸市東灘区の町名の一つであり、人工島六甲アイランドの西部にあたる。
東側、シティヒル緑地帯以北が向洋町東、以南が向洋町中であり、北は六甲大橋で住吉浜町と接続する。
町名は昭和54年（1979年）に、六甲アイランドが大阪湾に面しまさしく海に向かうところから付けられた。島の外側の港湾施設・産業用地にあたる。北から順に一～六丁目までが存在し、住居表示は未実施。
平成17年国勢調査（2005年10月1日現在）において居住人口はみられない。